# Пизьё
Пизье (фр. Pisieu) — коммуна во Франции, находится в регионе Рона — Альпы. Департамент коммуны — Изер. Входит в состав кантона Борепер. Округ коммуны — Вьенн.
Код INSEE коммуны — 38307. Население коммуны на 1999 год составляло 469 человек. Населённый пункт находится на высоте от 291  до 490  метров над уровнем моря. Муниципалитет расположен на расстоянии около 440 км юго-восточнее Парижа, 45 км южнее Лиона, 60 км северо-западнее Гренобля. Мэр коммуны — M. Jean Saunier, мандат действует на протяжении 2001—2008 гг.
Динамика населения (INSEE):

## Города-побратимы
- Сан-Марти-де-Тоус, Испания (1996)